# 貝爾巴克嶺
貝爾巴克嶺（英語：Bareback Ridge），是南極洲的山嶺，位於南喬治亞群島的安年科夫島中部，由英國南極名稱諮詢委員會命名，現時由南極條約體系管理。